# Recerca i rescat

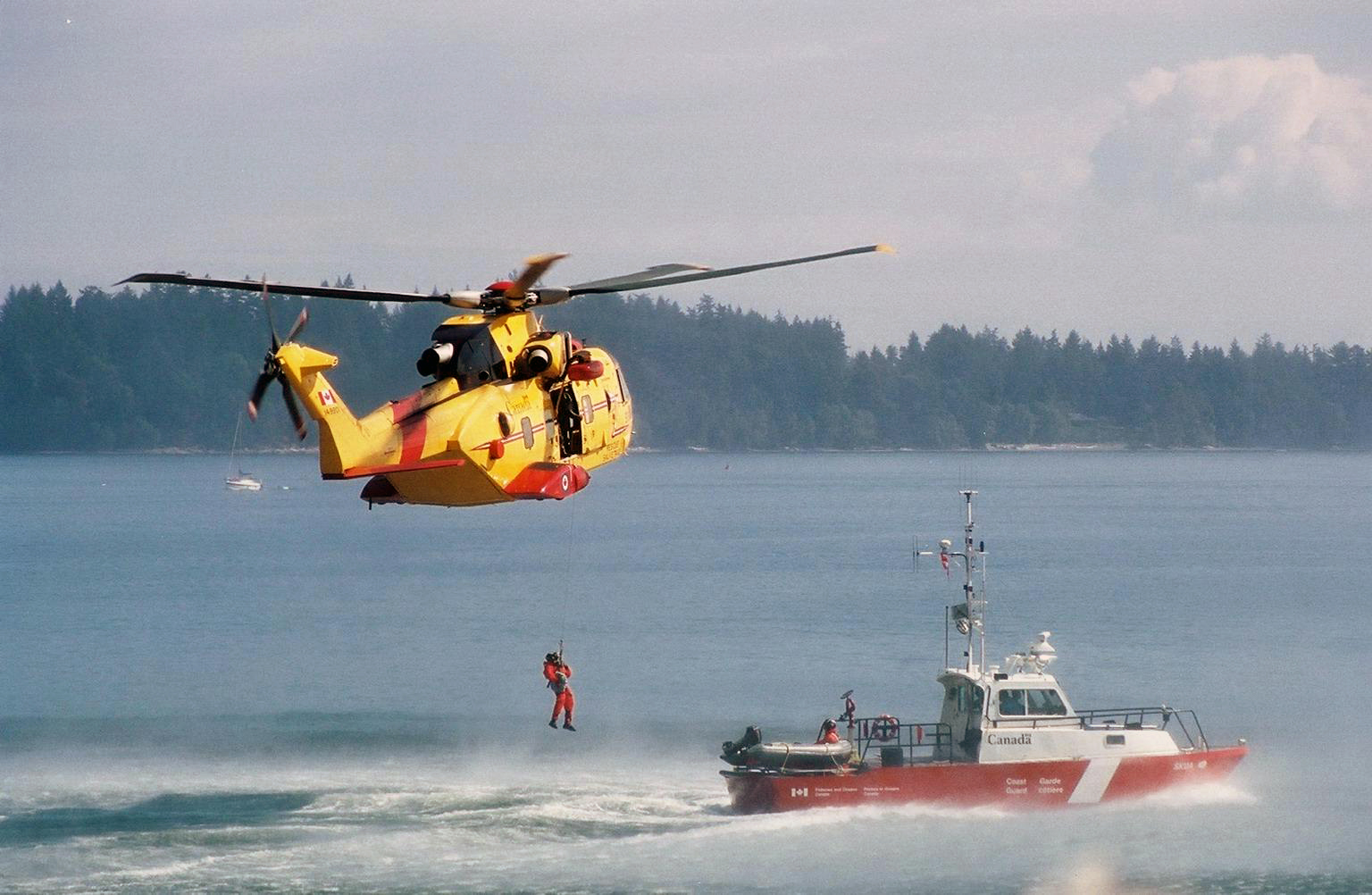
Un helicòpter CH-149 Cormorant de les Forces canadenques trasllada un home d'un vaixell dels Guardacostes canadencs

Recerca i rescat (de l'anglès Search and rescue, SAR o S&R) és un terme per donar resposta a accions de recerca i provisió d'ajuda a persones en perill immediat o no.
El camp general de recerca i rescat inclou diferents subcamps, típicament determinats pel tipus de terreny que es condueix el rescat. Aquests s'inclouen el rescat de muntanya; en terra, incloent l'ús de gossos de recerca i rescat; recerca i rescat urbà en ciutats; recerca i rescat en combat en el camp de batalla i el rescat de mar i aire sobre l'aigua.